# Platylister hatamensis
Platylister hatamensis är en skalbaggsart som först beskrevs av Sylvain Auguste de Marseul 1879.  Platylister hatamensis ingår i släktet Platylister och familjen stumpbaggar. Inga underarter finns listade i Catalogue of Life.